# Shinedown
Shinedown е американска хардрок и пост-грънч група създадена в Джъксънвил, Флорида през 2001 от Брент Смит (вокали), Брад Стевърт (бас), Джейзин Тод (китара), Бари Керч (ударни). Зак Майерс се присъединява като китарист в Shinedown през 2005 г., а след това става временен бас китарист след излизането на Брад Стевърд от групата през 2007 г. В началото на 2008 г. заема ролята на постоянен китарист. На 18 декември 2008 г. Ник Пери, който е бил главен китарист преди заминаването на Дейзин Тод, също излиза от групата, оставяйки Зак като главен китарист. Групата издава различни популярни песни като 45, Heroes, Save Me, Devour, Sound of Madness, Second Chance, The Crow & the Butterfly, If You Only Knew, Diamond Eyes (Boom Lay Boom Lay Boom), Bully, Enemies, I'll Follow You, Cut the Cord и State of My Head. Групата е позната като една от лидерите за хардрок и са продадени над 12 милиона копия от албумите им в цял свят. Публикуват 5 албума: Leave a Whisper (2003), Us and Them (2005), The Sound of Madness (2008), Amaryllis (2012), Threat to Survival (2015).

## Кариера
Американската банда Shinedown е създадена през началото на 2002 година в Джаксънвил, Флорида. Съвременната група се състои от вокалиста Брент Смит, китарист Зак Майерс, басистът Ерик Бас и барабаниста Бари Керч. Една година след създаването си, екипът вече е имал договор с големия лейбъл Atlantic Records, с който дебютният им албум Leave A Whisper е бил пуснат през средата на 2003 година. Албумът е огромен успех, което потвърждава неговия платинен статус, който е придобил на 21 септември 2005, с помощта на сингъла Fly From The Inside, и „45“.
През 2004 г. Shinedown били избрани като придружаващ състав на легендарния Van Halen при неговото турне в Съединените щати. През август на следващата година било пуснато дебютното им DVD Live From The Inside, което включва пълен концерт на Shinedown, който бил проведен в House Of Blues в Nort Beach Mirtl, Южна Каролина.
През октомври 2005 г. групата Shinedown издава друг longpley-Us And Them. Сингъла Save Me е бил номер 1 в рок класациите в продължение на 12 седмици. Следващият сингъл I Dare You влиза в класацията Billboard Pop 100 под номер 37. Албумът Us and Them получил златен сертификат от RIAA версия 13 ноември 2006.
В края на юни 2008 е издаден третият им студиен албум The Sound Of Madness. Албумът стартира от осмо място в Billboard 200, а в първата си седмица са продадени 50 000 копия. В този албум Shinedown надминава всички очаквания на феновете, побеждавайки не само най-успешните им албуми, но също така личи и подобряване на звука и техниката. Първият сингъл от албума, Devoure, издаден на 6 май 2008, оглавява рок класациите, а песента е използвана като саундтрак към филма „Final Destination 4“. Албумът The Sound Of Madness е награден с платинен статус от RIAA и продължава да е 129 последователни седмици в Billboard 200.
На 27 март 2012 групата издава четвъртия си албум Amaryllis. Албумът стартира от четвърто място в Billboard 200, 106 000 копия са продадени през първата седмица. Amaryllis отговаря на очакванията на много фенове, стилът на песните и албумът останали същите като преди. Последно освободен 17 юли 2012. След излизането на албума, бандата веднага заминава за няколко месеца на турне в Америка, 17 август 2012 започват обиколка на Европа.
Групата съставя саундтрака на филма „The Avengers (филм, 2012)“.
На 10 юни 2012 Shinedown присъства на годишния фестивал Download във Великобритания, на който свирят огромен брой групи, най-вече метал. Shinedown са на най-високо ниво при повишаване и задържане на вниманието на аудиторията. Този празник и по-нататъшното турне в Европа е голяма стъпка напред за световната рок група.
12 ноември Shinedown и Three Days Grace обявяват съвместно турне. То започва на 1 февруари 2013 г. с подкрепата на P.O.D.
На 18 септември 2015 г. чрез лейбъла Atlanic Records Corp е пуснат петият албум Threat to Survival. На 29 юни бандата реализира първата песен от албума, „Cut the Cord“. Десетата песен „Black Cadillac“ е пусната в Youtube за стрийминг и като дигитален сингъл на 15 август 2015. Threat to Survival продава над 100 000 копия в Съединените щати.

## Албуми
- 2003 – Leave a Whisper
- 2005 – Us and Them
- 2008 – The Sound of Madness
- 2012 – Amaryllis
- 2015 – Threat To Survival